# Santuario di Nostra Signora del Santo Sepolcro e di Maria Bambina
Il santuario di Nostra Signora del Santo Sepolcro e di Maria Bambina è un luogo di culto cattolico situato nel comune di Rezzo, in via al Santuario, in provincia di Imperia. La principale festività si celebra l'8 settembre nella ricorrenza religiosa della Natività della Beata Vergine Maria.

## Storia e descrizione
Voluto dai capi famiglia della comunità medievale di Rezzo, riunitesi nel 1444, quale luogo di culto (inizialmente un convento) intitolato a Maria Bambina, l'edificio fu edificato nel corso del XV secolo da maestranze e artigiani del luogo o comunque della valle. Realizzato in circa cinquant'anni, ad ovest del paese e a circa due chilometri dal centro abitato, in stile romanico-gotico, fu solennemente consacrato e aperto al culto religioso nel 1492 dal vescovo Leonardo Marchesi della diocesi di Albenga e divenne ben presto uno dei monumenti architettonici religiosi più importanti della valle Arroscia.
L'interno del santuario si presenta a tre navate, divise da colonne con capitelli scolpiti, ed esternamente la facciata è caratterizzata da un rosone in pietra. I diversi cicli di affreschi sono opera di un anonimo pittore francese (probabilmente della zona delle Alpi Marittime) della fine del XV secolo e di Pietro Guido da Ranzo, questi ultimi databili al 1515, con raffigurazioni inerenti a scene di vita di Gesù.
In una nicchia è presente una statua marmorea della Madonna con il Bambino del XVII secolo, opera dello scultore Filippo Parodi allievo del celebre Gian Lorenzo Bernini.
Anticamente conservato nella chiesa era il dipinto della Madonna col Bambino tra i santi Giovanni Battista e Martino di Tours, oggi custodito nel palazzo municipale di Rezzo, originariamente attribuito alla mano di Luca Cambiaso e solo in seguito aggiudicato all'artista di Triora Giovanni Battista Gastaldi.